# Pincé
Pincé – miejscowość i gmina we Francji, w regionie Kraj Loary, w departamencie Sarthe.
Według danych na rok 1990 gminę zamieszkiwały 192 osoby, a gęstość zaludnienia wynosiła 33 osób/km² (wśród 1504 gmin Kraju Loary, Pincé plasuje się na 1060. miejscu pod względem liczby ludności, natomiast pod względem powierzchni na miejscu 1159.).